# Lourinhã (DOC)
Pour les articles homonymes, voir Lourinhã (homonymie).
L'Aguardente da Lourinhã, Lourinhã DOC de sa vraie appellation, est un alcool portugais qui est produit dans la municipalité de Lourinhã et ses environs.

## Encépagement
- Cépage rouge : Cabinda.
- Cépages blancs : Alicante blanc, Alvadurão, Boal Espinho, Marquinhas, Malvasia Rei et Tália.